# Freudenstadt
Freudenstadt (pronunciación en alemán: /ˈfʁɔɪ̯dn̩ˌʃtat/ⓘ) es una localidad alemana, capital del distrito homónimo, ubicada en la región de Karlsruhe, en el Estado federado de Baden-Wurtemberg. Los centros poblados más cercanos son Offenburg, a unos 36 km al oeste; y Tubinga, a 47 km al este. 
La gran ciudad de distrito se encuentra en una meseta alta en el extremo nororiental de la Selva Negra y es bien conocida por su aire fresco. Su ciudad antigua es famosa por poseer el mercado más grande en Alemania. Después de Horb am Neckar, es la segunda ciudad más grande del distrito de Freudenstadt. La localidad tiene una administración asociada con las comunidades de Bad Rippoldsau-Schapbach y Seewald.
Freudenstadt es un balneario climático de renombre internacional. En los siglos XIX y XX, los visitantes notables incluyeron a Jorge V del Reino Unido, John D. Rockefeller y el escritor estadounidense Mark Twain. En cuanto a los alemanes que consideraban a Freudenstadt como su segundo hogar se puede mencionar al inspector Friedrich Kellner, cuyo diario, escrito en secreto durante la Segunda Guerra Mundial, ha sido objeto de un documental canadiense.
Con sus numerosos hoteles y posadas y su alta cocina, Freudenstadt sigue siendo un lugar de vacaciones popular para los alemanes de todas partes del país. 

## Historia
La edificación de Freudenstadt fue ordenada por el duque Federico de Wurtemberg en 1599. El diseñador designado fue el arquitecto Heinrich Schickhardt.

## Sitios de interés

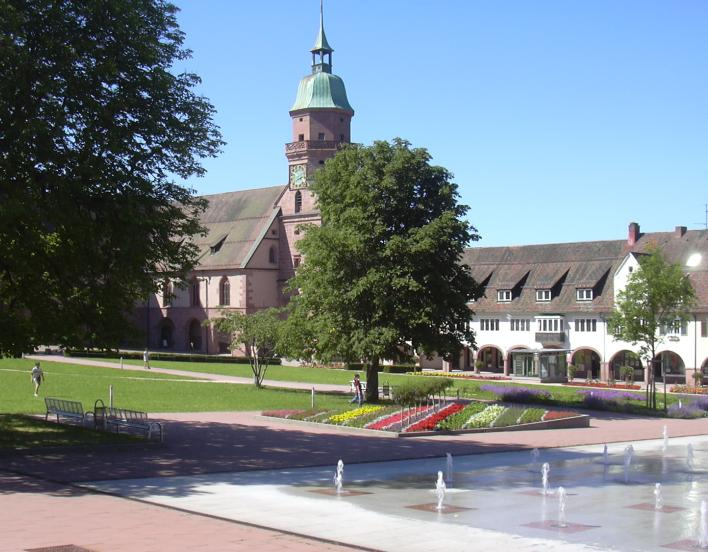
Plaza del mercado e iglesia.

- La plaza del mercado, flanqueada por casas con arcadas, es la más grande de Alemania.
- La iglesia luterana gótica-renacentista, con sus tejados verdes, está en el lado sur de la plaza del mercado. Data de inicios del siglo XVII, construida entre 1601 y 1608, es considerada el edificio más significativo de Freudenstadt.
- El Rathaus (Ayuntamiento), que alberga el museo de historia local, también está ubicado en la plaza de mercado.
- Bärenschlössle, construida en 1627.

## Galeria

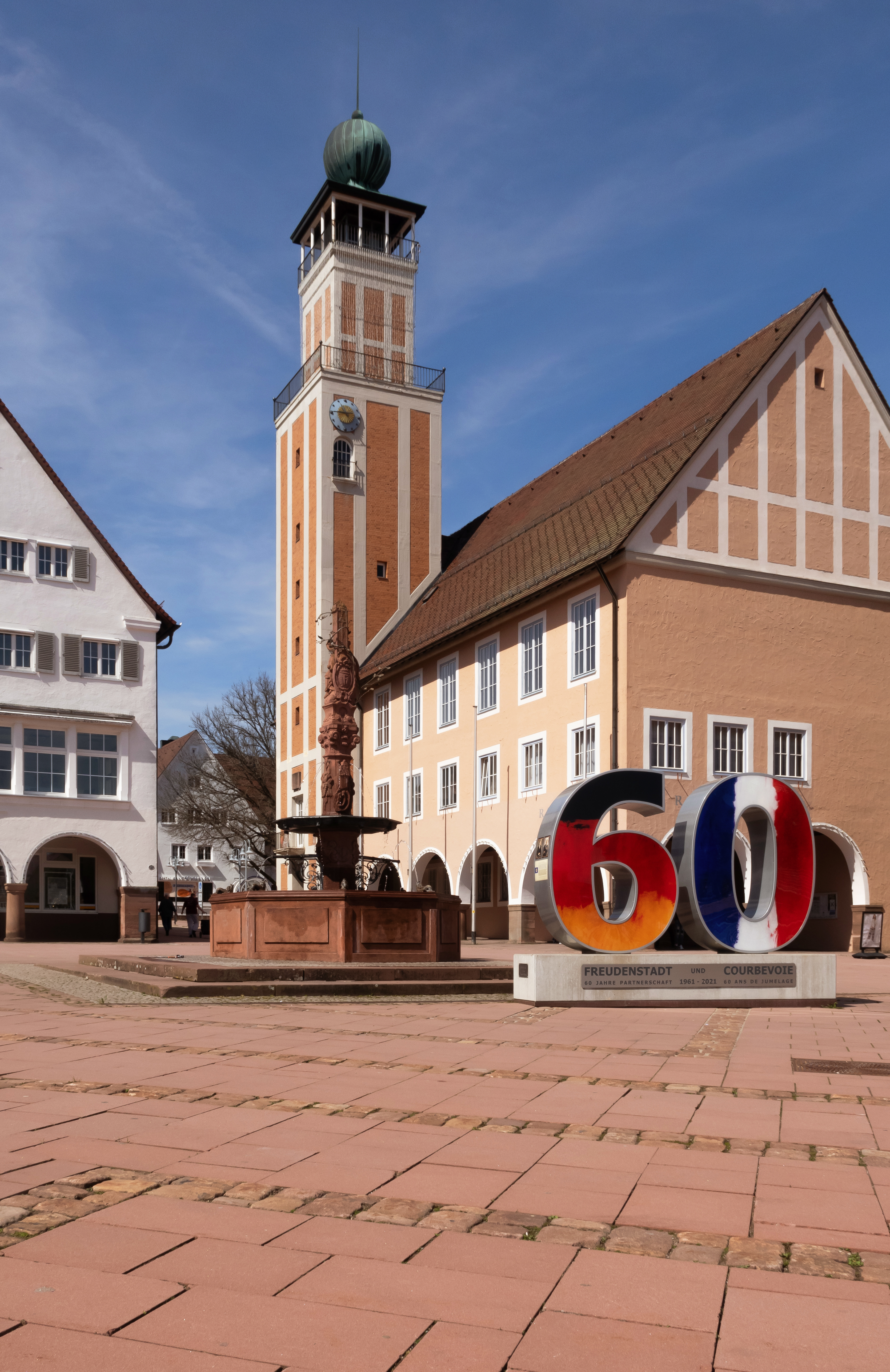
Freudenstadt, el ayuntamiento con las fuentes
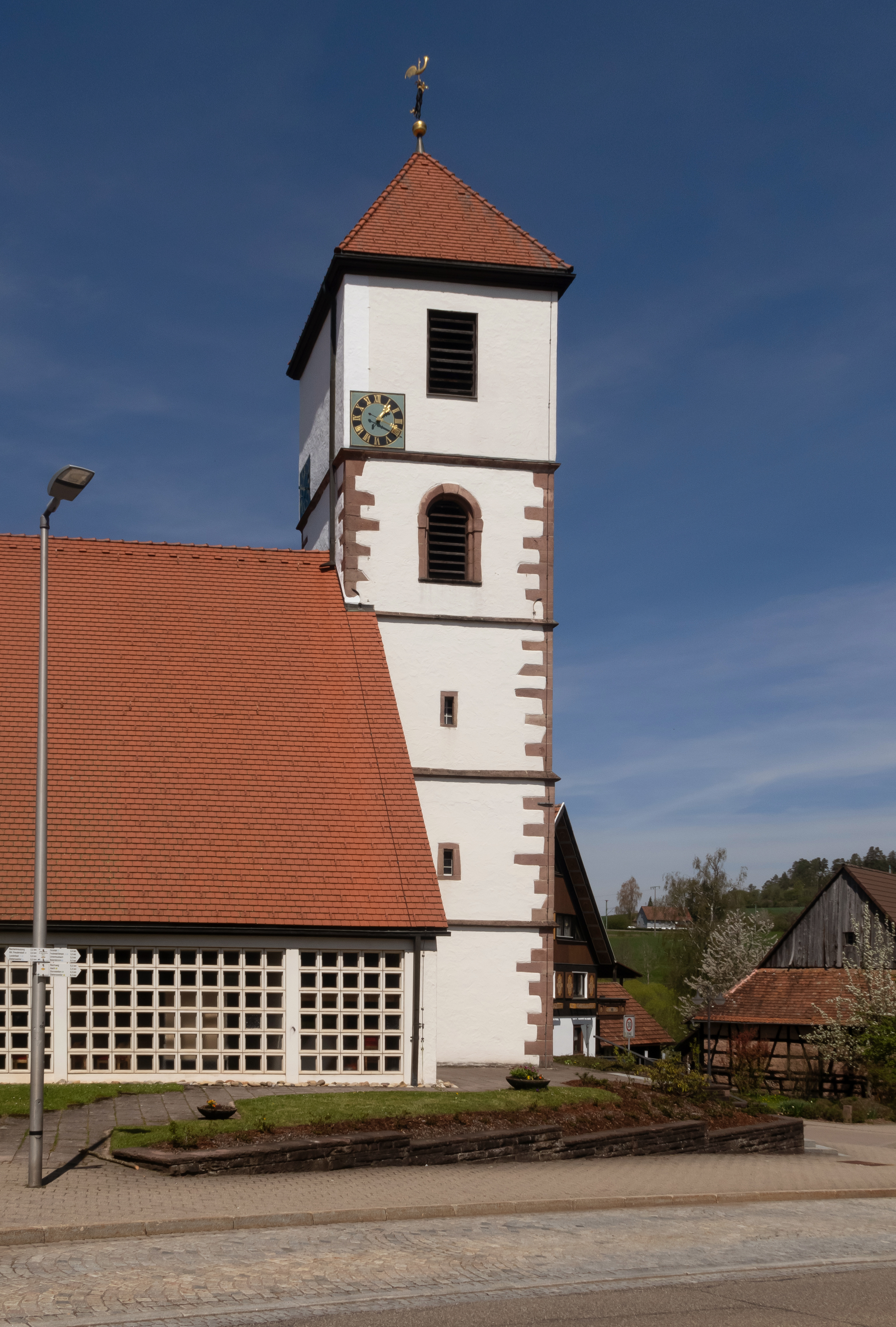
Wittlensweiler, la iglesia: Sankt Galluskirche
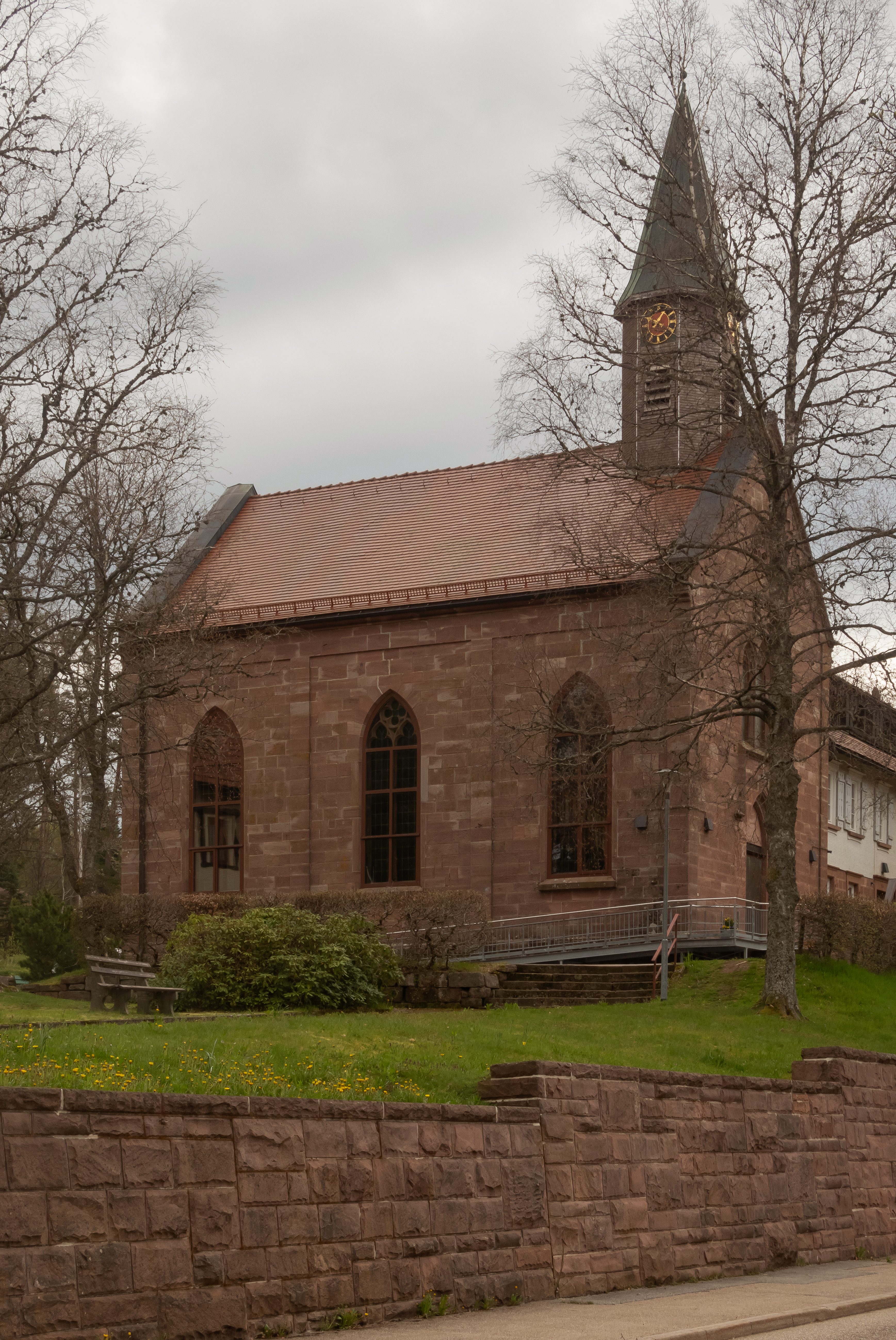
Kniebis, la iglesia protestante

## Ciudades hermanadas
Freudenstadt está hermanada con:
- Courbevoie, Francia